# 🇬🇧
🇬🇧 is een Unicode vlagsequentie emoji die gebruikt wordt als regionale indicator voor het Verenigd Koninkrijk. De meest gebruikelijke weergave is die van de Union Jack, maar op sommige platforms (waaronder Microsoft Windows) ziet men de letters GB.  De lettercombinatie komt van de term Great Britain, Groot-Brittannië.
De vlagsequentie is opgebouwd uit de combinatie van de Regional Indicator Symbols 🇬 (U+1F1EC) en 🇧 (U+1F1E7), tezamen de ISO 3166-1 alpha-2 code GB voor Verenigd Koninkrijk vormend.
Deze emoji is in 2010 geïntroduceerd met de Unicode 6.0-standaard.

## Gebruik

De Union Jack

Deze emoji wordt gebruikt als regionale aanduiding van het Verenigd Koninkrijk. De emoji heeft als bijzonderheid dat dit een van de tien regio-vlaggen is waarvoor oorspronkelijk een enkel emojikarakter voorzien was in plaats van een vlagsequentie. Een verdere bijzonderheid voor het Verenigd Koninkrijk is dat dit het enige gebied is waarvoor subregio's ook vlaggen hebben die RGI zijn.

## Codering

De Twemoji-implementatie

### Unicode
In Unicode vindt men de 🇬🇧 met de codesequentie U+1F1EC U+1F1E7 (hex).

### Shortcode
Er zijn shortcodes  voor 🇬🇧; in Github kan deze opgeroepen worden met :united_kingdom:, :uk: en :gb:,  in Slack kan het karakter worden opgeroepen met de code :flag-gb:, :uk: en :gb:.